# 伊東絹子
伊東 絹子（いとう きぬこ、1932年6月29日 - 2023年2月14日）は、日本のファッションモデル・女優。1953年（昭和28年）のミス・ユニバース・ジャパンで、同年アメリカ合衆国カリフォルニア州のロングビーチで開催された第2回世界大会（ミス・ユニバース1953）では第3位入賞。

## 人物
ミス・ユニバース世界大会への日本代表としての出場は、前年の小島日女子に続いて二人目であり、伊東は日本人初の入賞者となった。またアジア人としても前年第4位に入賞した香港代表ジュディ・ダンの順位を上回った。
伊東は日本におけるファッションモデルの先がけのひとりとも言われ、ミス・ユニバースに入賞した昭和28年には、伊東の体形に因んだ『八頭身美人』が流行語となった。小林製薬の冷蔵庫用脱臭消臭剤「キムコ」は「キヌコ」をもじったもの。

### 経歴
1932年（昭和7年）、東京府東京市芝区（現・東京都港区芝）に酒屋の末娘として生まれる。4歳のとき父が死去。戦時の企業統制にともない店を畳み、阿佐ヶ谷（現・東京都杉並区）に移り住む。その後満州に渡るが、引き揚げ船の中で母と姉が一人亡くなる。笠置八千代によると「絹子は末っ子だったからね。お母さんとお姉さんが食べ物でもなんでも絹子にあげて、栄養失調で」亡くなったのだという。
帰国後の絹子は兄のもとに身を寄せ、東京都立鷺宮高等学校卒業。虎ノ門タイピスト学院英文科卒業とする資料もある。
高校卒業後、自動車会社の事務員として働く。1951年（昭和26年）、 『英文毎日』（毎日新聞社）が開催したファッションコンテスト「ティナ・リーサ賞」に応募。全国から2000人の応募があったが、東京から20名、大阪から15名の合格者のひとりとなる。「毎日ファッション・ガール」の第一期生である。和江商事（のちのワコール）の下着ショーに出たこともある。毎日ファッション・ガールの第一期生に、相島政子・岩間敬子・ヘレン=ヒギンス・香山佳子・井村はるみなどがいたが、1953年（昭和28年）5月31日、ミス・ユニバースの地方予選「ミス東京」に伊東・岩間・ヘレンが参加している。伊東は「木村ヨウ子」という変名で応募。伊東が優勝して全国大会に駒を進める。
同年、帝国劇場（東京都千代田区丸の内）で開かれた全国大会で児島明子らを抑えて第2代目のミス・ユニバース・ジャパンに選ばれる。本選のために渡米する前に銀座でパレードが行われたが、「デイリー新潮」の報道によると「大変な人出だった」。
本当に華やかなイベントでね。銀座でパレードなんていうのも初めてだったんじゃないかな。あらゆる意味で、彼女はパイオニアでしたよ—前田富夫、
同年7月17日（現地時間による。日本時間では18日）にロングビーチで行われた第2回ミス・ユニバース世界大会に、日本代表として出場した。当時21歳になったばかりだった伊東は、ここで3位に入賞した。伊東はいわゆる「八頭身」がもてはやされ、敗戦から8年にして日本女性の体形が国際水準に近づいた、と話題になった。この点について、農業経済学者の東畑精一は、栄養状態の改善だけではなく、戦後の社会が農業中心ではなくなったことも関係していると述べる。東畑によると、稲田の草取りという重労働をするとおかちめんこになるのだという。
同年、毎日ファッションガールの岩間敬子、香山佳子らとともに、相島政子を代表とする団体『エフ・エム・ジー』を結成した。

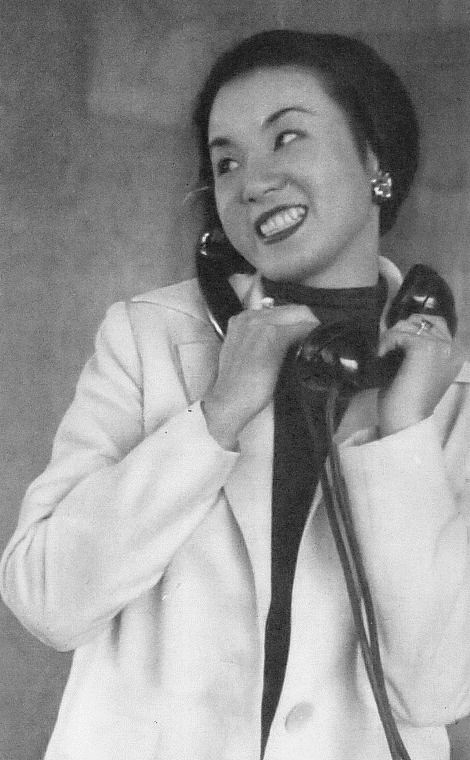
「毎日グラフ」（1954年1月13日号）

また、女優として1954年（昭和29年）から1956年にかけて映画・テレビドラマに出演。
1956年（昭和31年）4月4日、全国装粧品業者大会のファッションショーに出演。
その後はデザイナーを志し、1957年（昭和32年）にフランスに渡って修業し、1958年（昭和33年）9月、銀座みゆき通りに洋装店「伊東絹子の店」を開いた。1964年8月、シドニーを訪れ日本のシルク製品を着てアピールした。また、シドニー・オペラハウスで戸倉緑子とともに蝶々夫人の一節を披露した。
1968年（昭和43年）には在フランス日本国大使館員と結婚した。結婚後には一男をもうけ、芸能活動は行わずに外交官夫人(専業主婦)として過ごした。1974年（昭和49年）時点では家族三人でスイスのジュネーヴに住んでいた。1997年（平成9年）には65歳で京都に住んでいた。
2023年（令和5年）2月14日午前2時11分、心不全のため東京都内の病院で死去した。90歳没。

## フィルモグラフィ

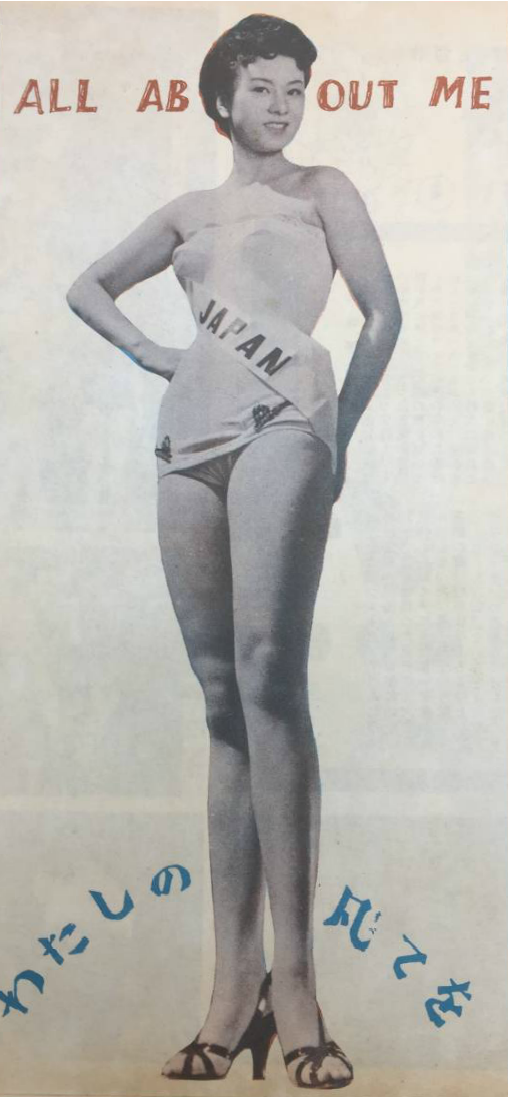
『わたしの凡てを』映画パンフレット

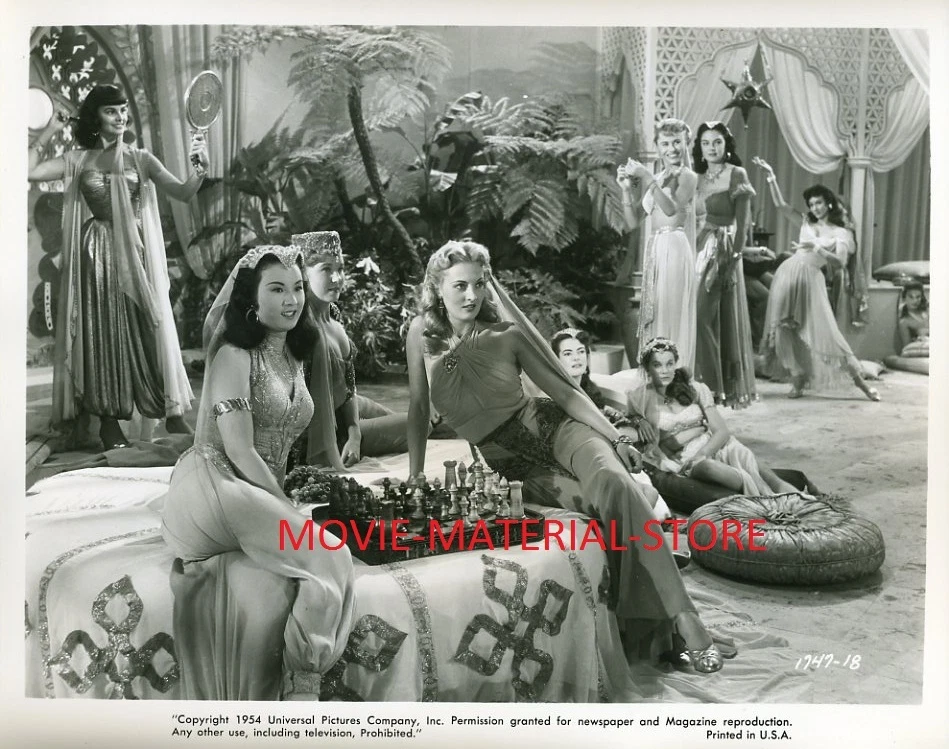
『Yankee Pasha』の一場面。伊東絹子は手前右

| 年   | 月 | 日 | タイトル         | 役                         | 配給・放送                            | 備考                                           |
| ---- | -- | -- | ---------------- | -------------------------- | ------------------------------------- | ---------------------------------------------- |
| 1956 | 4  | 18 | のり平の三等亭主 | 茂子                       | 東宝                                  | 原作『愉快な家族』(夏目咲太郎)                 |
| 1955 | 12 | 11 | いらっしゃいませ | 伊東絹子に似た美人         | 東宝                                  | [ 23 ]                                         |
| 1954 | 5  | 12 | わたしの凡てを   | 北村道子                   | 東宝                                  | スクリーンデビュー                             |
| 1954 | 4  | 17 | ヤンキー・パシャ | Harem girl (as Miss Japan) | Universal International Pictures (UI) | クリスティアン・マルテルほか、世界の美女が出演 |
| 1955 | 10 | 16 | 力道山の夢       | 本人                       | 日本テレビ                            | 2回で打ち切り                                  |

## その他
- 1953年の国内大会で第2位、つまり伊東に惜敗した児島明子（当時、高知県在住の高校生）は、6年後の1959年（昭和34年）、日本人初のミス・ユニバースとなった。ただし、国内に与えたインパクトは伊東が第3位入賞した時よりも小さかった[3]。
- 世界大会出場当時の年齢について、毎日新聞の報道[15]は19歳とする。一方、サンデー毎日[14]および『芸能人物事典 明治・大正・昭和』[6]には昭和7年6月29日生まれと記載がある。これに基づくと当時21歳。本記事ではこの説を採る。

### 評価
1953年夏の『週刊朝日』は
容貌。すばらしく美しいとはお世辞にも申せぬが、可憐。日本的というより東洋的、ないしは東方的。これが案外、ミス・ユニヴァース・コンテストでエキゾティックな魅力とされたのかも知れぬ—『週刊朝日』、
と伝える。
また、当時産経新聞社の事業部長だった前田富夫も「顔だけなら山本富士子の方が上」という趣旨の発言を残している。
背の高い人だな、という印象はありました。足が長かったことも事実で、非常にいいプロポーションでした。でも、お富士さんなんかとは違って、ひっくり返るほどの美人ではなかった—前田富夫、
モデル仲間だった相島政子は「伊東さんは別格だった」と述べる。
地方に行っても、彼女を見たさに楽屋に大勢の人が来ていました。地方はいまと違って情報も入らない。本当に伊東絹子が来るのか分らなくても、どんどん人が集まるんです。私たちのギャラが一日1万円程度だった時に、彼女だけは破格の10万円。方々にデパートが出来て、ディオールも来日し、ファッションが注目されていたんです。彼女はモデルとしても大活躍していたけれど、決定的だったのはやはりミス・ユニバースですね—相島政子、
ノースカロライナ大学チャペルヒル校教授のジャン・バーズレイによると、日本国内での伊東の評価は賞賛から批判に転じた。身長と気位の高さが現代的だと好評を博したが、やがてそれは一転、アメリカ化の危険性を象徴するものとみなされた。

### 和江商事
作家の北康利によると、伊東を含む下着モデルたちは、当初は無名だったが和江商事のモデルとなったことでステップアップしていった。団令子（映画女優）や山口富美子（ミス京都）、京藤敦子（1961年、ミス・インターナショナル日本代表）、松本千都子（1964年、ミス・ユニバース日本代表）らも和江商事のモデル出身である。